# 杨箕站
杨箕站是广州地铁1号线和5号线的换乘车站，位於中國廣東省广州市越秀区中山一路梅东路口的地底。车站于1999年2月16日随1号线全线通车而正式启用，2009年12月28日随地铁5号线通车成为换乘车站。

## 车站結構
杨箕站目前分为两个站体：位于中山一路的1号线车站、以及位于梅東路中山一路口南側的5号线车站。两线站体大致成倒“L”字型，两线站厅通过付费区换乘通道连接。车站周边為中山一路、內環路高架橋以及附近建築。

### 1号线楼层
1号线车站共设有两層。地下一層為站廳及換乘通道；地下二層為1號線月台。
| 地下一层 | 1号线站廳 | 售票機、客服中心、商店、警务室、安检设施 |  |  |
|          | 换乘通道  | 前往客流集散厅及 █5号线                  |  |  |
| 地下二层 | 2 站台    | █1号线 西塱方向（下站：东山口）          |  |  |
|          | 岛式站台  |                                          |  |  |
|          | 1 站台    | █1号线 广州东站方向（下站：体育西路）    |  |  |

### 5号线楼层
5号线车站共设有三層。地下一層為站廳，客流集散厅及換乘通道；地下二層为设备区；地下三層為5號線月台。
| 地下一层 | 客流集散廳 | A出入口专用站廳、售票機、客服中心、安检设施 前往 █1号线 |  |  |
|          | 5号线站廳  | 售票機、客服中心、商店、警务室、安检设施                |  |  |
| 地下二层 | 设备区     | 车站设备                                                |  |  |
| 地下三层 | 4 站台     | █5号线 滘口方向（下站：动物园）                         |  |  |
|          | 岛式站台   |                                                         |  |  |
|          | 3 站台     | █5号线 黄埔新港方向（下站：五羊邨）                     |  |  |

### 站厅
杨箕站共设有三个站厅：1号线站厅、5号线站厅以及連接兩線站廳的客流集散厅。杨箕站的收费区设于1号线站厅的西南侧、5号线月台的东侧，以及联络三个站厅的通道。由于三個站廳之間只通過换乘通道連接，各站廳在非付費區並不相通。1号线和5号线站厅的收费区各自设有多组扶手电梯、楼梯以及1台专用电梯供乘客前往月台。
杨箕站的1号线站厅层和5号线站厅层均设有商店，包括便利店。此外本站也有不少自助服務設施供乘客使用，包括自動售賣機、自动售卡充值机以及智能寄存柜等。
- 1號線站廳
- 5號線站廳
- A出入口站厅
- 设于5号线站厅处的AED自动体外除颤器

### 换乘

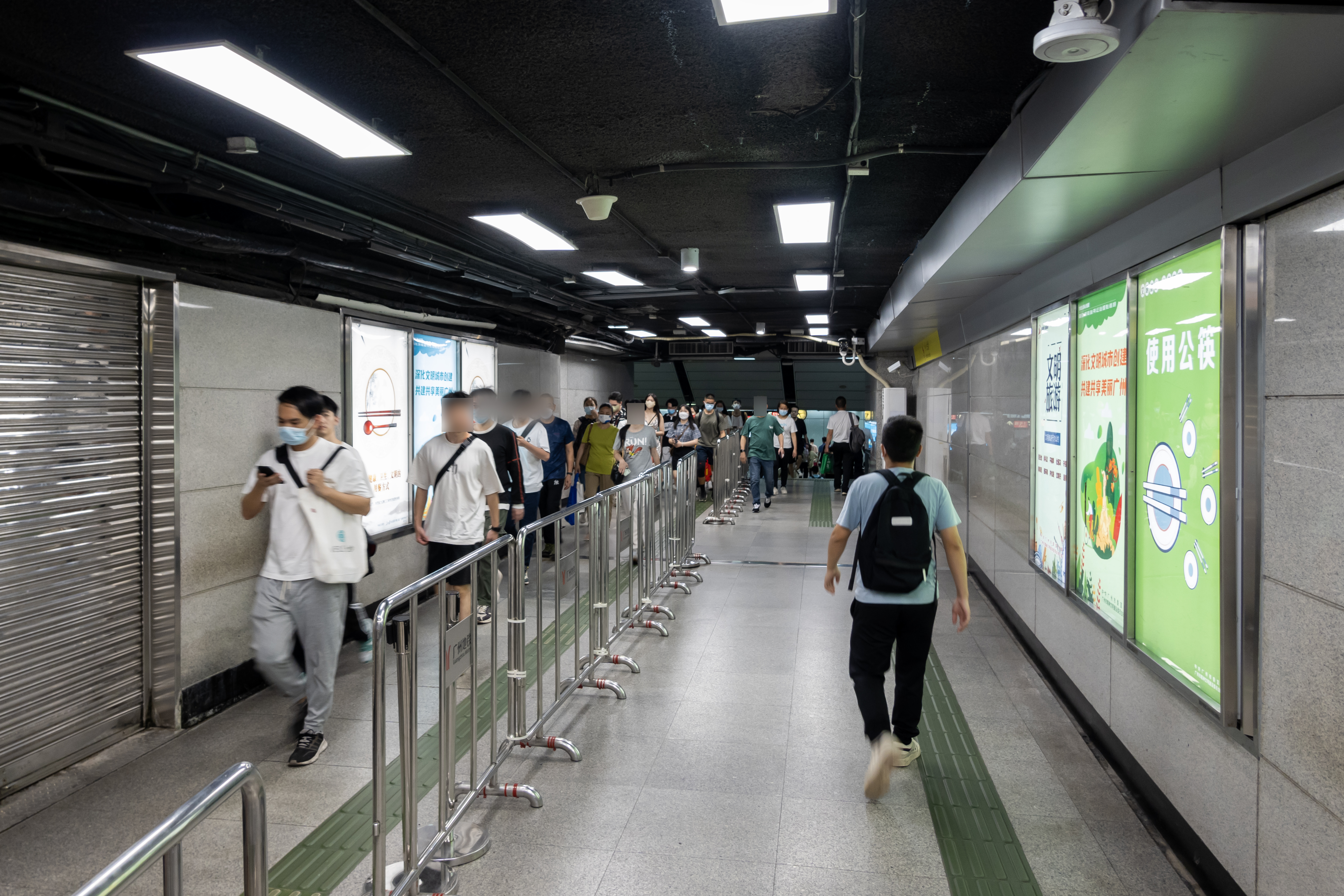
换乘通道

杨箕站与东山口站、黄沙站一样，均采用连接各个站厅的通道换乘模式。如1号线换乘5号线为例：先从1号线站台上1号线站厅，经原来A出入口改造后的换乘通道至客流集散厅，然后到达5号线站厅后下楼梯即可换乘5号线。由于换乘路线較长並且迂迴，乘客需要步行5至7分钟左右方可完成换乘；而且由原A出口改造而成的換乘通道過於狹窄，形成瓶頸造成擁堵，同时在高峰时段需增派大量人手进行引导。该换乘方式為不少乘客所詬病，亦令部分市民怀疑广州地铁的设计有缺陷。
從1號線接出的换乘通道與客流集散厅相接处由于有楼梯接驳，因此在楼梯处设有供残障人士使用的輪椅升降台。该通道由于沒有安裝中央空調，比较闷热，在换乘通道周围设置了3个柜式空调机以缓解换乘通道的闷热环境。

### 月台
杨箕站设有两个岛式月台，其中1號線月台設於中山一路地底，5號線月台設於梅東路中山一路口南側，兩線月台大致成「L」型。
两线月台上的書法字也有所区别，1号线采用的是华文新魏電腦書法字，5号线采用由叶根友制作的電腦书法字。

### 出入口
杨箕站总共设置了7个出入口，分别分布于1号线站厅，5号线站厅以及客流集散厅。
本站的A出入口位置原来在1号线站厅直接引出，后来该出口为配合5号线建设而改为换乘通道，換乘通道原前往該出口的位置已被封闭。新的A出口现重置于客流集散厅。
另外，本站的D和E1兩個出入口在地面上分別位於梅東路兩側，但兩者卻分別接入了車站的1號線和5號線站廳，在非付費區範圍內互不相通。因此兩個出入口無法供行人橫過梅東路，而需要使用地面的斑馬線。
而E2出入口是其附近楼盘开发商跟地铁公司申请的合建口，以方便该楼盘小区居民就近使用地铁车站。不过当时由于周围环境不符合规范，且该地段仍有在建的建筑物，因此该出入口一直无法投入使用，直至2016年4月8日，E2出入口才正式启用。
|                                                     |                                          |      |          |                                                  |
|                                                     |                                          |      |          |                                                  |
| 編號                                                | 设施                                     | 照片 | 出口指示 | 建議前往的目的地                                 |
| 客流集散厅                                          |                                          |      |          |                                                  |
| A                                                   | 盲道标志 · 扶手电梯标志                  |      | 中山一路 |                                                  |
| 1号线站厅                                           |                                          |      |          |                                                  |
| B                                                   |                                          |      | 中山一路 | 杨箕村公交车站（东行）                           |
| C                                                   | 扶手电梯标志                             |      | 中山一路 | 梅花路、南部战区空军医院、杨箕村公交车站（西行） |
| D                                                   | 盲道标志 · 无障碍通道标志 · 扶手电梯标志 |      | 中山一路 | 梅东路                                           |
| 5号线站厅                                           |                                          |      |          |                                                  |
| E1                                                  | 扶手电梯标志                             |      | 梅东路   | 福今路、梅花村、广州市育才中学、广东省生殖医院   |
| E2                                                  | 盲道标志                                 |      | 中山一路 |                                                  |
| F                                                   | 盲道标志 · 轮椅升降台标志                |      | 共和路   | 共和村、广东省第一地区人民检察院、广州市铁一中学 |
| 註： 設有 \| 設有 \| 設有輪椅升降台 \| 設有扶手電梯 |                                          |      |          |                                                  |

## 接駁交通
楊箕站周边设有杨箕村巴士中途站，方便乘客接驳巴士前往其它周边地区。
| 普通巴士线路 \| 编号 \| 编号 \| 线路 \| 线路 \| 线路 \| 收费 \| 备注 \| \| ---- \| ------ \| -------------------------- \| --------------------- \| ------------------------ \| --------------------- \| ------------------------------------------- \| \| \| 37 \| 赤沙（广东财经大学） \| ⇆ \| 东山口 \| 2元 \| \| \| \| 107 \| 花城广场西 \| ⇆ \| 中山八路 \| 2元 \| 使用无轨电车或纯电动汽车运营 \| \| \| 204 \| 中山八路 \| ⇆ \| 珠江帝景苑 \| 2元 \| 经东风路 \| \| \| 243 \| 员村（美林花园） \| ⇆ \| 革新路（光大花园） \| 3元 \| \| \| \| 299 \| 昌岗路 \| ⇆ \| 员村（绢麻厂） \| 2元 \| \| \| \| 502 \| 白云路 \| ⇆ \| 天健创意园 \| 2元 \| \| \| \| 541 \| 汇景新城东 \| ⇆ \| 恒宝广场 \| 2元 \| \| \| \| 548 \| 大观路北（大观湿地公园） \| ⇆ \| 珠江泳场（海印公园） \| 3元 \| \| \| \| 551 \| 已于2024年11月9日停办 \| 已于2024年11月9日停办 \| 已于2024年11月9日停办 \| 已于2024年11月9日停办 \| 已于2024年11月9日停办 \| \| \| 813 \| 革新路（光大花园） \| ⇆ \| 棠德花苑西 \| 3元 \| \| \| \| B5 \| 宝岗大道 \| ⇆ \| 黄埔港 \| 2元 \| \| \| \| B5快线 \| 已于2025年4月26日停办 \| 已于2025年4月26日停办 \| 已于2025年4月26日停办 \| 已于2025年4月26日停办 \| 已于2025年4月26日停办 \| \| \| B8 \| 宝岗大道 \| ⇆ \| 棠德花苑 \| 2元 \| \| \| \| B15 \| 锦城花园（东风东） \| ⇆ \| 天河儿童公园北门 \| 2元 \| \| \| \| 夜9 \| 车陂 \| ⇆ \| 黄石路 \| 4元 \| \| \| \| 夜10 \| 龙洞（广东金融学院） \| ⇆ \| 东山口 \| 3元 \| 39路附属线路 \| \| \| 夜13 \| 梅东路 \| ⇆ \| 天河儿童公园北门 \| 3元 \| B15路附属线路 \| \| \| 夜15 \| 同德围（横滘村） \| ⇆ \| 广州火车东站 \| 3元 \| 71路附属线路 \| \| \| 夜27 \| 车陂 \| ⇆ \| 滘口客运站 \| 4元 \| 124路附属线路 \| \| \| 夜39 \| 科韵路 \| ⇆ \| 恆寶廣場 \| 3元 \| 541路附属线路 \| \| \| 夜40 \| 琶洲大桥北（美林花园东门） \| ⇆ \| 廣園新村 \| 3元 \| 284路附属线路 \| \| \| 夜78 \| 广州火车东站 \| ⇆ \| 中山八路 \| 3元 \| 107路附属线路，使用无轨电车或纯电动汽车运营 \| \| \| 夜93 \| 宝岗大道 \| ⇆ \| 大观路北（大观湿地公园） \| 4元 \| 548路附属线路 \| |        |                            |                       |                          |                       |                                             |
| 编号 | 编号   | 线路                       | 线路                  | 线路                     | 收费                  | 备注                                        |
| | 37     | 赤沙（广东财经大学）       | ⇆                     | 东山口                   | 2元                   |                                             |
| | 107    | 花城广场西                 | ⇆                     | 中山八路                 | 2元                   | 使用无轨电车或纯电动汽车运营                |
| | 204    | 中山八路                   | ⇆                     | 珠江帝景苑               | 2元                   | 经东风路                                    |
| | 243    | 员村（美林花园）           | ⇆                     | 革新路（光大花园）       | 3元                   |                                             |
| | 299    | 昌岗路                     | ⇆                     | 员村（绢麻厂）           | 2元                   |                                             |
| | 502    | 白云路                     | ⇆                     | 天健创意园               | 2元                   |                                             |
| | 541    | 汇景新城东                 | ⇆                     | 恒宝广场                 | 2元                   |                                             |
| | 548    | 大观路北（大观湿地公园）   | ⇆                     | 珠江泳场（海印公园）     | 3元                   |                                             |
| | 551    | 已于2024年11月9日停办      | 已于2024年11月9日停办 | 已于2024年11月9日停办    | 已于2024年11月9日停办 | 已于2024年11月9日停办                       |
| | 813    | 革新路（光大花园）         | ⇆                     | 棠德花苑西               | 3元                   |                                             |
| | B5     | 宝岗大道                   | ⇆                     | 黄埔港                   | 2元                   |                                             |
| | B5快线 | 已于2025年4月26日停办      | 已于2025年4月26日停办 | 已于2025年4月26日停办    | 已于2025年4月26日停办 | 已于2025年4月26日停办                       |
| | B8     | 宝岗大道                   | ⇆                     | 棠德花苑                 | 2元                   |                                             |
| | B15    | 锦城花园（东风东）         | ⇆                     | 天河儿童公园北门         | 2元                   |                                             |
| | 夜9    | 车陂                       | ⇆                     | 黄石路                   | 4元                   |                                             |
| | 夜10   | 龙洞（广东金融学院）       | ⇆                     | 东山口                   | 3元                   | 39路附属线路                                |
| | 夜13   | 梅东路                     | ⇆                     | 天河儿童公园北门         | 3元                   | B15路附属线路                               |
| | 夜15   | 同德围（横滘村）           | ⇆                     | 广州火车东站             | 3元                   | 71路附属线路                                |
| | 夜27   | 车陂                       | ⇆                     | 滘口客运站               | 4元                   | 124路附属线路                               |
| | 夜39   | 科韵路                     | ⇆                     | 恆寶廣場                 | 3元                   | 541路附属线路                               |
| | 夜40   | 琶洲大桥北（美林花园东门） | ⇆                     | 廣園新村                 | 3元                   | 284路附属线路                               |
| | 夜78   | 广州火车东站               | ⇆                     | 中山八路                 | 3元                   | 107路附属线路，使用无轨电车或纯电动汽车运营 |
| | 夜93   | 宝岗大道                   | ⇆                     | 大观路北（大观湿地公园） | 4元                   | 548路附属线路                               |

## 利用情況
楊箕站周围以住宅区为主，同时有少数办公写字楼，所以本站每天有不少乘客進出此站。
5號線通車後，杨箕站成為1号线和5号线的换乘站，客流量激增。由于換乘通道過於狹窄，且两线月台尤其是5号线月台空间过于狭小，在高峰時間，擁擠程度更嚴重，车站不得不實施客流管制，并利用活動鐵馬分開不同方向的人流。

## 历史

### 1号线
1987年，广州市人民政府準備進行地鐵建設，當時共出現的四個地铁建设方案。在方案1中，1號線在現時中山一立交附近设楊箕村站，同時在東山口和楊箕村之間亦設有梅花村站。在徵求市民意見後，最終形成了「十字線網」的規劃，当中楊箕村站與梅花村站合併，移至梅花路口附近，成为现时的杨箕站。
1993年12月28日，1號綫正式開工興建。1999年2月16日，杨箕站隨一號線全線通車而啟用。
2004年，地鐵公司因考慮月台乘客安全和節省能源，決定為營運中的1號線全線加裝月台幕門或半高式安全門，並展開月台風道及管線改造工程。2008年3月，本站一號線屏蔽门系统开始启用。

### 5号线
在1997年的《廣州市城市快速軌道交通線網規劃研究（最終報告）》中，當時的3號線將在東山口站與1號綫換乘。2003年方案中，3號線成為現時5号线，同時改在本站与1号线换乘，本站正式成为换乘车站。
2004年5月28日，5號綫正式開工興建。2009年12月28日，5号线正式通车，本站成为1号线和5号线的换乘车站。

### 空调冷却塔改造
为改善杨箕站空调不足的情况，本站的空调冷却塔改造项目于2013年3月28日完成。地铁公司表示，该工程现建于某地产公司物业上，并改造为下沉式冷却塔，最大限度降低对环境的影响。